# 哈斯克爾縣 (德克薩斯州)
哈斯克爾縣（英語：Haskell County）位美国德克萨斯州西北部的一個郡，面積2,358平方公里。根据2020年美國人口普查，共有人口5,416人。縣治哈斯克爾（Haskell）。該縣成立於1858年2月1日，縣政府成立於1885年2月13日，縣名紀念在戈利亚德之战中的陣亡的查爾斯·雷丁·哈斯克爾。